# نورالدین زرین‌کلک
نورالدین زرین‌کِلک (زاده ۲۰ فروردین ۱۳۱۶) کارگردان، نویسنده، تصویرگر کتاب کودک، و فیلم‌ساز پویانمایی است. او با عنوان «پدر انیمیشن ایران» شناخته می‌شود. او بین سال‌های ۲۰۰۴ تا ۲۰۰۶ رئیس انجمن بین‌المللی فیلم‌های انیمیشن (آسیفا) بود.

## زندگی

نورالدین زرین‌کلک در فیلم قضیه شکل اول، شکل دوم

نورالدین زرین‌کلک در ۲۰ فروردین ۱۳۱۶ در مشهد زاده شد. مادر او  «آمینه بانو» اهل باکو و پدرش «میرزا محمدخان» اهل همدان بود. او از طرف پدر، نوادهٔ میرزا تقی خان، معروف به «مدیر» بنیان‌گذار آموزش نوین در همدان است. میرزا تقی‌خان همرزم حسن رشدیه در تبریز بود و نخستین مدرسهٔ مختلط (دخترانه و پسرانه) را تأسیس کرد. هم او بود که نام «زرین‌کلک» را برای خاندان خود برگزید.

## تحصیلات
نورالدین زرین‌کلک خوشنویسی و نقاشی را نزد پدر آغاز کرد و به موازات تحصیلات رسمی در کلاس‌های هنرستان کمال‌الملک شرکت کرد؛ و از درس استادانی چون محمود اولیاء، محمدعلی زاویه و محمد مهردان بهره‌مند شد.
او در ۱۲ سالگی نخستین کار گرافیکی خود روی کتاب قصه‌ای چاپ شد و در ۱۶ سالگی با کاریکاتورهای سیاسی پا به دنیای مطبوعات گذاشت.
نورالدین زرین‌کلک دبیرستان را در تهران به پایان رساند و در سال ۱۳۳۴ وارد دانشگاه تهران شد. او در سال ۱۳۳۵ در کنکور دانشکده هنرهای زیبا پذیرفته شد. اما مقررات نظام مانع ورود او شد. او در سال ۱۳۴۰ دکترای داروسازی گرفت و با درجه ستوانی در بهداری ارتش مشغول به کار شد.

## فعالیت حرفه‌ای

### شکوفایی
نورالدین زرین‌کلک بین سال‌های ۱۳۴۰ تا ۱۳۵۰ به تصویرسازی در سازمان کتاب‌های جیبی مشغول بود و در مؤسسه انتشارات فرانکلین برای کتاب‌های درسی تصویرسازی می‌کرد. کتاب کلاغ‌ها نخستین کتابی بود که تصویرسازی کرد. به پیشنهاد فیروز شیروانلو از همکاران مؤسسه فرانکلین، زرین‌کلک به کانون پرورش فکری کودکان و نوجوانان دعوت شد تا در واحد مصورسازی کتاب‌های کودک و نوجوان به کار بپردازد.
او پس از برگزاری نخستین جشنواره کودکان و نوجوانان در سال ۱۳۴۸ توسط کانون به بلژیک فرستاده شد تا در آکادمی هنرهای زیبای شهرستان گان در رشته پویانمایی آموزش ببیند.
نورالدین زرین‌کلک در سال ۱۳۵۳ نخستین مدرسه پویانمایی را در ایران تأسیس کرد و سه سال بعد رشته پویانمایی را در دانشگاه فارابی دایر کرد.
وی در بلژیک دو فیلم وظیفه اول (۱۹۷۱) و زمین بازی بابوش (۱۹۷۱) را ساخت که هر دو فیلم جوایزی در جشنواره‌های خارجی کسب کردند. او پس از بازگشت به ایران در سال ۱۳۵۱ در مرکز سینمایی کانون پرورش فکری به کار مشغول شد و در آنجا فیلم‌های اتل متل توتوله (۱۳۵۳)، تداعی (۱۳۵۳)، دنیای دیوانه دیوانه دیوانه (۱۳۵۴)، امیرحمزه دل‌دار و گور دل‌گیر (۱۳۵۶)، چشم تنگ دنیادار (۱۳۶۱)، و ابرقدرت‌ها (۱۳۶۷) را ساخت. بسیاری از این فیلم‌ها جوایز عمده‌ای از جشنواره‌های داخلی و خارجی گرفتند.
او مدتی در پردیس هنرهای زیبای دانشگاه تهران به تدریس تصویرسازی و پویانمایی در مقطع کارشناسی و کارشناسی ارشد پرداخت. او پس از انقلاب ۱۳۵۷ و توقف ساخت پویانمایی، برای نزدیک به ۲۰ سال از ایران رفت. او در این مدت با کشیدن نقاشی زندگی خود را می‌گذراند. وی پس از انقلاب، تنها ۳ فیلم پویانمایی ساخت.
از آخرین کارهای زرین‌کلک سندباد است که در آمریکا نیمه تمام رها شد. او در آن سمت کارگردان هنری داشت. پس از آن نورالدین زرین‌کلک فیلمسازی و پویانمایی را کنار گذاشت و برای کتاب داستان‌های ملانصرالدین تصویرسازی کرد.

### اخراج از دانشگاه
زرین‌کلک در سال ۱۳۸۶ از دانشگاه تهران اخراج شد. دلیل این امر هتک حرمت یک دانشجوی چادری اعلام شد. ماجرا از این قرار بود که: «در کلاس درس نورالدین زرین‌کلک به یکی از دانشجویان خود که فرشته بدون مویی را نقاشی کرده بود می‌گوید فرشته کچل زیبا نیست. یکی دیگر از دختران دانشجو می‌گوید زیبایی به کچل و مودار بودن نیست. در این زمان نورالدین زرین‌کلک به سمت همین دختر می‌رود چند تار موی او را نشان می‌دهد و می‌گوید این دختر کچل نیست».

## مهاجرت به آمریکا
سید عبدالحسین مختاباد در دیدار با نورالدین زرین‌کلک که قصد دارد تا پایان فروردین به آمریکا مهاجرت کند، گفت: «شورای شهر تهران و شهرداری تهران باید حداکثر تلاش خود را برای فراهم کردن زمینه‌های مناسب برای فعالیت هنرمندان در شهر به کار برند چرا که این هنرمندان آبرو و افتخار شهر تهران هستند.»
وی افزود: در سال‌های اخیر به بسیاری از هنرمندان و از جمله استاد زرین‌کلک کم توجهی و حتی بی‌توجهی شده‌است و همین رفتارهای نامناسب سبب شده که هنرمندانی چون زرین‌کلک که باید در وطن بمانند و هنر خود را در این سرزمین عرضه کنند و شاگردان فراوانی تربیت کنند، دلسرد یا خانه‌نشین شوند یا جلای وطن کنند.
در این دیدار نورالدین زرین‌کلک به بیان تاریخچه انیمیشن ایران پرداخت و گفت: «متأسفانه در سال‌های اخیر من را خانه‌نشین کرده‌اند و محل کارم خانه‌ام شده و امروز هم علی‌رغم اینکه دل کندن از وطن برایم بسیار سخت و طاقت فرساست ولی بعد از سال‌ها مقاومت به آن تن داده‌ام چراکه دیگر انگیزه و زمینه‌ای وجود ندارد تا در سرزمینم به جوان‌هایی که می‌بینم چقدر به انیمیشن، سینما و هنر علاقه‌مند هستند خدمت کنم و به آن‌ها دانسته‌های خود را یاد بدهم.»

## تحصیلات
- ۱۳۴۱، دکترای داروسازی (دانشگاه تهران)
- ۱۹۷۲، کارگردانی انیمیشن (آکادمی سلطنتی بلژیک)
- ۱۹۷۵، فیلم عروسکی (استودیو ییرژی ترنکا)

## آثار

### فیلم
- ۱۳۴۹، وظیفهٔ اول (بلژیک)
- ۱۳۵۰، زمین بازی بابوش (بلژیک)
- ۱۳۵۱، فیلیپو و قطاری از هنگ کنگ (بلژیک)
- ۱۳۵۲، تداعی
- ۱۳۵۲، اتل متل
- ۱۳۵۳، راهی به همسایه
- ۱۳۵۴، دنیای دیوانه دیوانه دیوانه
- ۱۳۵۵، امیر حمزه دلدار و گور دلگیر
- ۱۳۶۱، چشم تنگ دنیادار
- ۱۳۶۵، ابرقدرت‌ها
- ۱۹۸۷–۱۹۹۱، سند باد، (هالیوود، ناتمام)
- ۱۹۹۹، مسکو
- ۱۳۷۸، هویت
- ۱۳۷۸، پود
- ۱۳۸۶، شازده کوچولو
- ۱۳۹۰ بنی آدم[۴]

### کتاب و کاریکاتور
- ۱۳۳۰ تا ۱۳۴۰، کاریکاتور و تصویرسازی برای روزنامه‌ها و مجلات
- ۱۳۴۰ تا ۱۳۴۸، کتاب‌های درسی ابتدائی (اول تا چهارم)
- ۱۳۴۲، چهارراه تمدن‌ها (بخش ایران)
- ۱۳۴۴، افسانهٔ سیمرغ
- ۱۳۴۶، امیرحمزه صاحب قران و مهتر نسیم عیار
- ۱۳۴۷، کلاغ‌ها
- ۱۳۵۱، زال و سیمرغ
- ۱۳۵۲، قصه گل قالی
- ۱۳۵۲، قصه کرم ابریشم
- ۱۳۵۳، نوروزها و بادبادک‌ها
- ۱۳۵۳، کورش شاه
- ۱۳۵۳، وقتی که من بچه بودم
- ۱۳۵۴، زال و رودابه
- ۱۳۵۵، افسانه‌های آسیائی
- ۱۳۶۱، اگر می‌توانستم
- ۱۳۶۵، آ اول الفباست
- ۱۳۶۸، کارخانهٔ همه‌کاره
- ۱۳۷۴، از آب‌ها
- ۱۳۸۶، قضیه فیل و فنجان
- ۱۳۹۵ دبیرستان اسدآبادی، نشر اچ اند اس مدیا، لندن
- ۱۳۹۵ فکاسی‌های خانگی، نشر اچ اند اس مدیا، لندن
- ۱۳۹۷ کتاب هزار بیشه ملانصرالدین، نشر کارنامه
- متن منوچهر انور تصویرگری نورالدین زرین‌کلک

## سایر فعالیت‌های هنری
- از ۱۳۴۹، عضو انجمن بین‌المللی فیلم‌های انیمیشن (آسیفا).
- از ۱۳۵۱، عضو هیئت داوران جشنواره‌ها و جشنواره‌های ملی و بین‌المللی انیمیشن و تصویرسازی.
- ۱۳۵۳، بنیان‌گذار و آموزگار اولین مدرسه انیمیشن ایران.
- ۱۳۵۶، بنیان‌گذار و آموزگار دانشکدهٔ انیمیشن (دانشگاه فارابی).
- ۱۳۵۶، بنیان‌گذار انجمن فیلمسازان انیمیشن ایران (آسیفا ایران).
- از ۱۹۹۱ تا ۲۰۰۰ (میلادی)، عضو هیئت مدیرهٔ انجمن بین‌المللی فیلم‌های انیمیشن (آسیفا).
- از۲۰۰۳ تا ۲۰۰۶ (میلادی)، رئیس انجمن بین‌المللی فیلم‌های انیمیشن (آسیفا).

## جوایز
- ۱۳۴۸، کتاب برگزیده سال شورای کتاب کودک ایران برای کتاب افسانه سیمرغ.
- ۱۳۴۹، نشان بهترین کتاب سال یونسکوی ایران برای کتاب کلاغ‌ها.
- ۱۳۹۰ تندیس شایستگی و دیپلم افتخار بهترین کارگردانی جشن انیمیشن خانه سینما برای فیلم «بنی آدم»[۵]
- ۱۹۷۰، نشان بهترین کتاب سال یونسکو (توکیو) برای کتاب کلاغ‌ها.
- ۱۹۷۱، سیب طلائی بی ینال براتیسلاوا (چکسلواکی) برای کتاب کلاغ‌ها.
- ۱۹۷۱، جایزه برای مدارس انیمیشن جشنواره بین‌المللی فیلم انیمیشن انسی فرانسه برای فیلم وظیفه اول.
- ۱۹۷۱، جایزه کلوتید کوپی/ جشنواره ملی فیلم بلژیک برای فیلم وظیفه اول.
- ۱۳۵۴، نشان کتاب برگزیده سال (شورای کتاب کودک) برای کتاب وقتی که من بچه بودم.
- ۱۹۷۵، دیپلم افتخار جشنواره بین‌المللی فیلم سان فرانسیسکو برای فیلم تداعی.
- ۱۹۷۶، جایزه بهترین سناریو جشنواره بین‌المللی فیلم تسالونیکی برای فیلم دنیای دیوانه دیوانه دیوانه.
- ۱۹۷۶، لوح افتخار جشنواره بین‌المللی فیلم شیکاگو برای فیلم دنیای دیوانه دیوانه دیوانه.
- ۱۹۷۶، جایزه نقره جشنواره بین‌المللی فیلم انیمیشن پرتقال برای فیلم دنیای دیوانه دیوانه دیوانه.
- ۱۹۷۶، لوح سپاس جشنواره بین‌المللی فیلم قاهره برای فیلم دنیای دیوانه دیوانه دیوانه.
- ۱۹۷۶، جایزه بهترین سناریو جشنواره بین‌المللی فیلم کوتاه اوبرهاوزن آلمان برای فیلم دنیای دیوانه دیوانه دیوانه.
- ۱۹۷۶، دیپلم افتخار جشنواره بین‌المللی فیلم پاریس برای فیلم دنیای دیوانه دیوانه دیوانه.
- ۱۹۷۸، دیپلم افتخار جشنواره فیلم جیفونی ایتالیا برای فیلم امیر حمزه دلدار و گور دلگیر.
- جایزه هانس کریستیان آندرسن برای یک عمر تلاش در تصویرسازی کتاب کودک.
- ۱۹۸۷، لوح تقدیر نمایشگاه کتاب بولونیا برای کتاب آ اول الفباست.
- ۱۳۶۸، جایزه ویژه هیئت داوران جشنواره تهران برای فیلم ابرقدرت‌ها.
- ۱۳۷۸، جایزه ویژه هیئت داوران بی ینال بین‌المللی کتاب تهران برای کتاب ملا نصرالدین.
- ۲۰۰۰، جایزه موزه ایلوستراسیون توکیو برای کتاب ملا نصرالدین.
- ۲۰۰۰، عنوان «جواهر سده (بیستم)» از جشنواره بین‌المللی فیلم انیمیشن انسی (فرانسه) برای فیلم دنیای دیوانه دیوانه دیوانه.